# Zonites
Zonites é um género de gastrópode  da família Zonitidae.
Este género contém as seguintes espécies:
- Zonites algirus (Linnaeus, 1758)
- Zonites anaphiensis Riedel & Mylonas, 1981
- Zonites astakidae Riedel, 1985
- Zonites caricus (Roth, 1839)
- Zonites casius Martens, 1889
- Zonites chloroticus (Pfeiffer, 1851)
- Zonites embolium Fuchs & Käufel, 1936
  - Zonites embolium elevatus Riedel & Mylonas, 1997 - extinto
- Zonites euboeicus Kobelt, 1878
- Zonites festae Pollonera, 1916
- Zonites graecus Kobelt, 1876
- Zonites humilis Riedel, 1982
- Zonites invitus Riedel & Mylonas, 1995
- Zonites kobelti Kobelt, 1898
- Zonites labiosus Westerlund, 1893
- Zonites messenicus Zilch, 1965
- Zonites nautarum Riedel & Mylonas, 1995
- Zonites nikariae Pfeffer, 1930
- Zonites nisyrius Riedel & Mylonas, 1997
- Zonites oertzeni Martens, 1889
- Zonites osmanicus Riedel, 1987
- Zonites parnonensis Riedel, 1985
- Zonites pergranulatus Kobelt, 1878
- Zonites rhodius Martens, 1889
- Zonites santoriniensis Riedel & Norris, 1987 - extinto
- Zonites sariae Riedel, 1985
- Zonites siphnicus Fuchs & Käufel, 1936 - extinto
- Zonites smyrnensis (Roth, 1839)